# Czarnoch
Czarnoch (733 m n.p.m.) (niem. Schwarzer Berg) – góra graniczna w południowo-zachodniej Polsce i północnych Czechach, w Sudetach Środkowych, w Górach Kamiennych.
Wzniesienie położone jest na polsko-czeskiej granicy państwowej, w Sudetach Środkowych, w Górach Kamiennych, w środkowej części pasma Gór Suchych (Javoří hory), na południe od miejscowości Głuszyca.
Jest to wzniesienie zbudowane z permskich skał wylewnych - melafirów (trachybazaltów).
Wzniesienie w całości porośnięte lasem świerkowym regla dolnego.
Przez szczyt przechodzi granica państwowa z Czechami. Czeska część wzniesienia znajduje się w Obszarze Chronionego Krajobrazu Broumovsko.

## Szlaki turystyczne
szlak graniczny prowadzący wzdłuż granicy z Tłumaczowa do Przełęczy Okraj
 Czarnoch - Bartnica - Sierpnica - Rozdroże pod Sokołem (Główny Szlak Sudecki)